# Feodor Alexandrovich da Rússia
Feodor Alexandrovich da Rússia, (São Petersburgo, 23 de dezembro de 1898 – 30 de novembro de 1968) foi um filho do grão-duque Alexandre Mikhailovich e da grã-duquesa Xenia Alexandrovna. Era sobrinho do czar Nicolau II.

## Primeiros anos
Era o terceiro filho, e segundo rapaz entre sete irmãos. Apesar de ser neto do czar Alexandre III pelo lado da mãe, não recebeu o título de grão-duque por ser apenas bisneto, pelo lado do pai, do czar Nicolau I. Passou a sua infância entre o sul de França, São Petersburgo e Ai-Tudor, a propriedade do seu pai na Crimeia.
Em criança esteve perto da morte quando sofreu um ataque de febre escarlate. Quando era adolescente, frequentou o Corpo de Pajens, em São Petersburgo, mas acabaria por ser forçado a desistir devido à sua altura (1,97 m) que era considerada demasiado excessiva para a instituição.
Feodor era muito chegado à sua irmã mais velha, Irina, e ficou ofendido quando o príncipe Félix Yussupov a pediu em casamento, quando ele tinha quinze anos de idade, em 1914. Yussupov descreveu-o da seguinte forma:
| “ | Este rapaz de quinze anos era alto para a idade. O seu cabelo castanho desarranjado e encaracolado emoldurava um rosto bonito, tipicamente nórdico com uma expressão que mudava facilmente. Podia ter uma expressão feroz como uma besta selvagem ou gentil como uma criança. Tinha um grande sentido de humor e mudava de opinião inesperadamente. A hostilidade que me mostrou no inicio não demorou a converter-se numa amizade profunda e duradoura. Quando me casei com a irmã dele, ele passou a viver connosco; na verdade não conseguia viver sem nós e só nos deixou em 1924, quando se casou com a princesa Irina Paley, filha do grão-duque Paulo Alexandrovich. | ” |

## Primeira Guerra Mundial e revolução

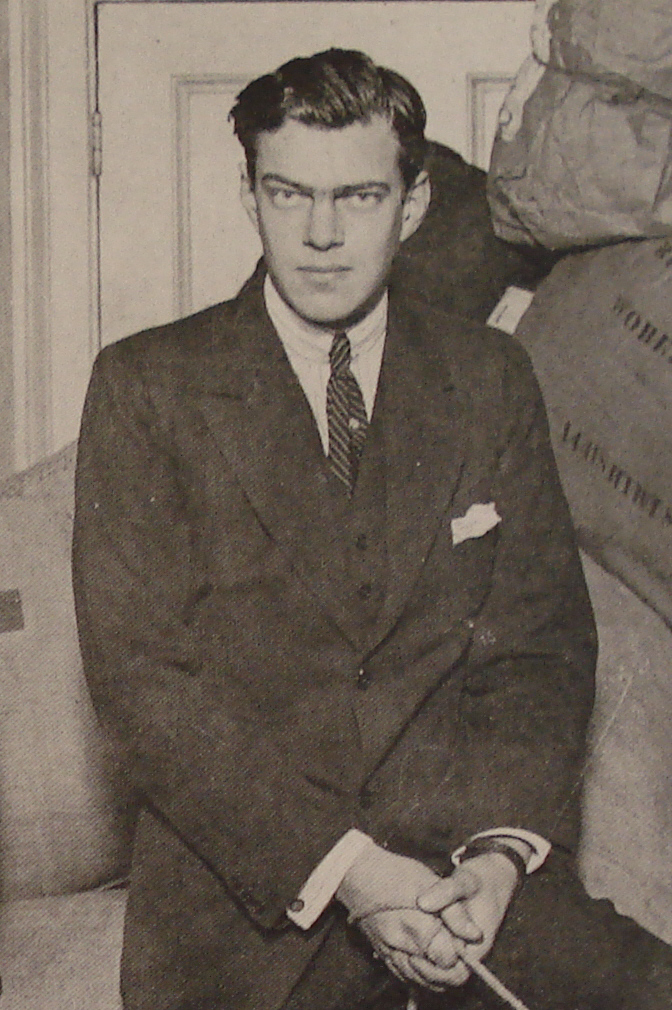
Feodor Alexandrovich

Quando rebentou a Primeira Guerra Mundial, Feodor era ainda um adolescente de dezasseis anos, por isso não pôde lutar no conflito.
No dia 16 de dezembro de 1916, quando Rasputine foi assassinado pelo seu cunhado Félix e pelo grão-duque Demétrio Pavlovich, meio-irmão da sua futura esposa Irina, Feodor encontrava-se em São Petersburgo, no palácio dos pais. Vários historiadores sugeriram que Feodor se encontrava no Palácio de Moika quando o crime aconteceu e que estava a par dos planos de Félix, mas não existem provas concretas. No seu livro de memórias, Félix afirma que, quando chegou ao palácio dos sogros no dia a seguir ao assassinato, nenhum dos seus três cunhados presentes (André, Feodor e Nikita), sabia sequer que Rasputine tinha morrido. Nessa mesma noite, Feodor, André, Nikita e Félix deixaram o palácio e foram de carro para a estação de comboios de São Petersburgo com o objectivo de apanhar um comboio para a Crimeia e foram recebidos por uma força policial que impediu Félix de embarcar. Feodor e André decidiram ficar com o cunhado, mas Nikita, que tinha apenas dezasseis anos na altura, seguiu viagem com o tutor. O grupo voltou para o palácio e os dois irmãos fizeram companhia à Félix nessa noite até à chegada inesperada do grão-duque Nicolau Mikhailovich.
Feodor seguiu viagem para Ai-Tudor na primavera de 1917 juntamente com os pais, a irmã Irina, a filha dela, o irmão André, Félix Yussupov e os pais dele. Era lá que se encontrava quando se deu a Revolução de Fevereiro na Rússia. Em Maio do mesmo ano, quando se tornava cada vez mais claro que a estadia da família na Crimeia ia ser longa, Félix decidiu viajar até São Petersbburgo para recuperar alguns objectos valiosos e levou Feodor consigo. A viagem de regresso à Crimeia foi feita num comboio sobrelotado de soldados onde uma das carruagens chegou mesmo a virar devido ao peso.
Durante os meses em que o governo provisório esteve no poder, a vida em Ai-Tudor sofreu poucas alterações e continuaram com as suas rotinas normais. Feodor, juntamente com os homens da família, gostava de fazer uma corrida matinal, andar a cavalo, caçar e pescar. Contudo, com a chegada dos bolcheviques ao poder em Outubro, a família foi condenada a prisão domiciliária e passou a receber inspecções periódicas e restrições na quantidade de comida que podia receber. No início de 1918, a situação tornou-se critica, com facções de bolcheviques mais radicais a ameaçar Ai-Tudor, e Feodor foi forçado a mudar-se com o resto da família para Dulber, a propriedade do grão-duque Pedro Nikolaevich que ficava perto e era considerada mais segura. Em abril, a Crimeia passou a ser território alemão depois de a Rússia assinar o Tratado de Brest-Litovski e a família pôde regressar a Ai-Tudor, onde a situação se manteve calma por mais alguns meses.
Em novembro, quando a guerra terminou com a derrota da Alemanha, os bolcheviques apressaram-se a reconquistar a Crimeia. Feodor quis alistar-se no Exército Branco juntamente com os seus irmãos André e Nikita e o cunhado Félix, mas foram todos rejeitados porque a presença de Romanovs nas batalhas da Guerra Civil Russa poderia pôr em risco outros soldados.

### Fuga da Rússia
No início de 1919, a rainha Alexandra e o rei Jorge V do Reino Unido começaram a organizar a fuga dos seus familiares da Rússia, mas a avó e a mãe de Feodor recusaram-se a abandonar o país imediatamente, mas a rápida aproximação do Exército Vermelho fez com que mudassem de ideias. No dia 11 de abril de 1919, Feodor, na companhia de mais dezasseis membros da família imperial russa e cerca de cinquenta refugiados e criados, embarcaram no HMS Malborough, a maioria ainda sem um destino definido.

## Casamento
Feodor casou-se em Paris no dia 21 de maio de 1923, com a princesa Irina Pavlovna Paley (1903-1990), uma prima distante e filha do grão-duque Paulo Alexandrovich e da sua esposa morganática, a princesa Olga Paley.
O casal divorciou-se em 1936. Feodor passou muitos anos doente com tuberculose, sendo a sua ex-mulher e a sua irmã Irina ajudaram-no com as despesas médicas.
Deste casamento, Feodor teve dois filhos:
- Miguel Feodorovich Romanov (Paris, 4 de maio de 1924 – 22 de setembro de 2008), casou-se pela primeira vez em Paris com Helga Staufenberger a 15 de outubro de 1958 (divorciaram-se em 1992). Casou-se pela segunda vez a 15 de janeiro de 1994 com a espanhola Maria de las Mercedes Ustrell-Cabani. Miguel morreu no mesmo dia do seu primo Miguel Andreevich da Rússia.
- Irene Feodorovna Romanov (7 de março de 1934, Fontenay, França), casou-se pela primeira vez com Andre Jean Pelle em Biarritz no dia 23 de dezembro de 1955 (divorciaram-se em 1959); o segundo casamento foi com Victor-Marcel Pelle a 26 de dezembro de 1962, também acabou em divórcio.

Em 1936, E.V. Sablin descreveu Feodor como "um anarquista bêbado".